# Sybra fuscosuturalis
Sybra fuscosuturalis là một loài bọ cánh cứng trong họ Cerambycidae.